# Betta midas
Betta midas — тропічний прісноводний вид риб з родини осфронемових (Osphronemidae), підродина макроподових (Macropodusinae).
Назва виду пов'язана з міфічним давньогрецьким царем Мідасом, дотик якого перетворював усе на золото. Ця рибка має золотавий лиск на зябрових кришках та тілі.
Вид епізодично зустрічається в торгівлі акваріумними рибами. У минулому продавався як близький до нього B. anabatoides, відповідно підписувались і фотографії; фото реального B. anabatoides досить рідкісні.
B. anabatoides і B. midas разом утворюють групу видів Betta anabatoides.

## Опис
Максимальна стандартна (без хвостового плавця) довжина Betta midas становить 66,0 мм, загальна довжина 136,5-144,1 % стандартної. Тіло відносно товсте, його висота становить 24,3–29,0 % стандартної довжини, хвостове стебло високе (16,8–19,0 % стандартної довжини). Голова відносно довга (31,9–34,4 % стандартної довжини), тупа, діаметр орбіт очей становить 25,9-28,3 %, посторбітальна довжина 43,8-51,0 %, міжорбітальна відстань 33,0-37,2 %, довжина рила 23,1-25,8 % довжини голови.
Спинний та анальний плавці загострені, з подовженими задніми променями. Спинний плавець посунутий далеко назад; предорсальна, тобто до його початку, довжина становить 65,5-67,4 %, а преанальна (до початку анального) — 45,3-47,6 % стандартної довжини. Спинний плавець має 1 твердий і 8-10 м'яких променів (всього 9-11), довжина його основи становить 12,3-14,3 % стандартної довжини. В анальному плавці 1-2 твердих і 25-29 м'яких променів (всього 27-31), довжина його основи 52,4-57,9 % стандартної довжини. Хвостовий плавець ланцетний, має 15 променів, деякі центральні промені виступають за край плавця. Грудні плавці округлі, черевні ниткоподібні, мають по 1 твердому, 1 м'якому та по 4 розгалужених променів, довжина становить 29,0-37,7 % стандартної довжини.
Хребців 31-32. Бічних лусок 32-33, поперечних — 10.
Основне забарвлення коричневе, черево світліше. Голова позбавлена малюнка, за винятком чорної смужки, яка проходить від чорної нижньої губи через око до краю зябрової кришки. Зяброві кришки мають зеленкувато-золотавий, а луски на тілі та череві просто золотавий лиск. Іноді виступають темно-коричнева поздовжня смуга, що проходить по центру тіла, ще одна смуга нижче та пляма на хвостовому стеблі. Плавці коричнюваті, грудні жовтуваті. На спинному плавці 5-8, а на хвостовому 10-12 темно-коричневих поперечних смужок. Зовнішній край анального плавця має темну облямівку, кінчики черевних плавців білі.
Самці та самки практично не розрізняються між собою за зовнішніми ознаками.
Як і інші лабіринтові риби, Betta midas має додатковий орган дихання (лабіринт), який дозволяє рибам певним чином дихати атмосферним повітрям.

## Поширення
Betta midas відома з нижньої частини басейну річки Капуас в провінції Західний Калімантан (Індонезія), була зафіксована поблизу села Анджунган (індонез. Anjongan), приблизно за 60 км від міста Понтіанак у напрямку Мандору (індонез. Mandor), а також у районах Мандор та Таян (індонез. Tayan). Можливо також зустрічається в басейні річки Самбас (індонез. Sungai Sambas) на північному заході Західного Калімантану, але наявність виду в цій місцевості не підтверджена зразками. Також була засвідчена присутність Betta midas на крайньому заході Сараваку (Малайзія), в лісових струмках поблизу міста Лунду (малай. Lundu). Орієнтовно територія поширення виду становить 9570 км².
Серія паратипів була зібрана в чорноводній річці Кепаян (індонез. Sungai Kepayan), що протікає через залишкові та незруйновані торфові болотні ліси. Показник pH від 4,1, а глибина — від 20 см до 2 метрів і більше. Разом із Betta midas тут живуть Osteochilus spilurus, Puntius rhomboocellatus, Rasbora dorsiocellata, R. gracilis, R. pauciperforata, Sundadanio cf. axelrodi (родина Коропові), Kottelatlimia pristes (родина В'юнові), Neohomaloptera johorensis (родина Баліторові), Nanobagrus fuscus (родина Bagridae), Kryptopterus macrocephalus, Ompok weberi, Silurichthys phaiosoma (родина Сомові), Hemirhamphodon phaiosoma (родина Hemiramphidae), Nandus nebulosus (родина Нандові), Belontia hasselti, Betta edithae, Luciocephalus pulcher, Parosphromenus anjunganensis, P. ornaticauda, Sphaerichthys osphromenoides (родина Осфронемові).
Сучасні тенденції чисельності популяції виду невідомі. Загрозу його існуванню може становити широкомасштабне перетворення торфових болотних лісів на лісогосподарські райони та насадження монокультур.
Диз'юнктне (розділене, роз'єднане) поширення споріднених видів B. midas та B. anabatoides могло виникнути через гірський хребет Шванер, що розділяє Західний Калімантан та Центральний Калімантан. Betta anabatoides зустрічається по його інший бік, у низовинах Центрального та Південного Калімантану, де немає значимих географічних бар'єрів.